# English Shepherd
Der English Shepherd (en. für Englischer Schäferhund) ist eine nicht von der FCI anerkannte Hunderasse aus den Vereinigten Staaten. Die Rasse wird seit 1927 vom UKC anerkannt.

## Herkunft und Geschichtliches
Der English Shepherd stammt vermutlich von Hunden vom Collie-Typ ab, die mit den englischen Auswanderern nach Nordamerika kamen. Durch Einkreuzung anderer Hunderassen wie etwa Border Collies entwickelte sich der moderne Typ.

## Beschreibung
Der English Shepherd ist ein mittelgroßer Hund, der für Geschwindigkeit und Wendigkeit gebaut ist. Gemäß Standard sollen seine Fähigkeiten als Hütehund bei der Beurteilung eine wichtigere Rolle spielen als das Aussehen.
Der Hund hat eine Schulterhöhe von 46 bis 58 cm bei einem Gewicht von 18 bis 27 kg. Das Fell ist mäßig lang bis lang, am Kopf und an den Läufen kurz, in den Farben schwarz-lohfarben, dreifarbig, zobelfarben mit weiß oder schwarz-weiß. Disqualifikationen sind Merle, ein zu mehr als einem Drittel weißes Fell, Albinismus und reines Schwarz. Das Fell ist praktisch selbstreinigend und wetterfest. Die Rute ist relativ lang, aber auch Stummelruten kommen vor.
Der Kopf ist mittellang, zwischen den Ohren leicht gerundet, hoch getragen, mit mäßig ausgeprägtem Stop. Die Schnauze ist mäßig breit, weder zu schmal noch zu breit, mit anliegenden Lefzen. Die Distanz zwischen Nasenspitze und Stop ist etwa gleich lang wie zwischen Stop und Hinterhaupt. Der English Shepherd hat ein Scherengebiss, Vor- und Rückbiss gelten als schwere Fehler. Die Kippohren sind eng am Kopf anliegend. Die Augen sind dunkel- bis mittelbraun, ziemlich rund, leicht schräg.

## Verwendung
Er ist ein guter Wachhund, ebenso wie ein guter Treib- und Hütehund, der auch Rinder zu lenken vermag, die er bei Bedarf in die Fersen zwickt. Dadurch, dass er auch sich gut in die Familie einfügt, ist der English Shepherd ein guter Allzweckhund, der allerdings als Arbeitshund genügend Beschäftigung benötigt.

## Gesundheitliches
Da der English Shepherd mit den anderen Collies verwandt ist, kommt der MDR1-Defekt auch in dieser Rasse vor. In einer Studie waren 14 Prozent der 91 untersuchten Hunde für das defekte Allel heterozygot, etwas weniger als ein Prozent waren homozygot.